# دورة اتحاد شمال إفريقيا تحت 23 سنة
دورة أمم شمال أفريقيا تحت 23 سنة هي دورة كرة قدم تقام بين المنتخبات العضوة في اتحاد شمال أفريقيا لكرة القدم، ويتم دعوة منتخبات لا تمتلك عضوية بالاتحاد للمشاركة في الدورة.

## النتائج
| العام       | البلد المضيف |            | النهائي                     | النهائي      | النهائي       |         | مباراة المركز الثالث | مباراة المركز الثالث | مباراة المركز الثالث |
| العام       | البلد المضيف | البطل      | النتيجة                     | الوصيف       | المركز الثالث | النتيجة | المركز الرابع        |                      |                      |
| ----------- | ------------ | ---------- | --------------------------- | ------------ | ------------- | ------- | -------------------- | -------------------- | -------------------- |
| 2006 تفاصيل | ليبيا        | · ليبيا    | n/a                         | · الجزائر    | · مصر         | n/a     | · تونس               |                      |                      |
| 2007 تفاصيل | تونس         | · الجزائر  | 0 – 0 (6 – 5) ركلات ترجيحية | · تونس       | · المغرب      | 2 – 0   | · ليبيا              |                      |                      |
| 2010 تفاصيل | المغرب       | · الجزائر  | n/a                         | · المغرب     | · الكاميرون   | n/a     | · ليبيا              |                      |                      |
| 2011 تفاصيل | المغرب       | · السعودية | n/a                         | · الجزائر    | · المغرب      | n/a     | · النيجر             |                      |                      |
| 2015 تفاصيل | الجزائر      |            | تأجلت الدورة                | تأجلت الدورة | تأجلت الدورة  |         | تأجلت الدورة         | تأجلت الدورة         | تأجلت الدورة         |

^n/a نظام الدورة يحدد البطل.

## ترتيب المنتخبات بحسب الإنجازات[1]
| فريق      | البطل          | الوصيف         | المركز الثالث   | المركز الرابع |
| الجزائر   | 2 (2007، 2010) | 2 (2006، 2011) | -               | -             |
| ليبيا     | 1 (*2006)      | -              | -               | -             |
| السعودية  | 1 (2011)       | -              | -               | -             |
| المغرب    | -              | 1 (*2010)      | 2 (2007، *2011) | -             |
| تونس      | -              | 1 (*2007)      | -               | 1 (2006)      |
| الكاميرون | -              | -              | 1 (2007)        | -             |
| مصر       | -              | -              | 1 (2006)        | -             |
| النيجر    | -              | -              | -               | 1 (2011)      |

^* المستضيف.